# Papus
Pour les articles homonymes, voir Papus (homonymie) et Encausse (homonymie).
Pour l’article ayant un titre homophone, voir Pappus.
 (novembre 2015).
 (mars 2022).
- Si vous ne connaissez pas le sujet, laissez ce bandeau (vous pouvez alors contacter les auteurs).
- Si vous supprimez le contenu mis en cause (vous pouvez préalablement contacter les auteurs),

argumentez précisément cette suppression dans la page de discussion
(un manque de référence n'est pas un argument ; une recherche réelle de référence doit avoir été effectuée, être formellement documentée).
Gérard Anaclet Vincent Encausse, dit Papus, né le 13 juillet 1865 à La Corogne et mort le 25 octobre 1916 à Paris, est un médecin et occultiste français, cofondateur de l'Ordre Martiniste avec Augustin Chaboseau. 
Il a été une des figures pittoresques et hautes en couleur de la Belle Époque. Il s'est défendu d’être un thaumaturge ou un inspiré et s'est présenté comme un savant, un expérimentateur.

## Biographie
Né le 13 juillet 1865 à La Corogne en Espagne, d’un père français, le chimiste Louis Encausse, et d’une mère espagnole, Gérard Encausse passe sa jeunesse à Paris, où il est reçu docteur en médecine en juillet 1894. Avant même de terminer ses études, dès 1886 environ, il se donne pour tâche de lutter contre le scientisme de l’époque en diffusant une doctrine synthétisant divers aspects de l’ésotérisme occidental d'alors, représenté par le chimiste Louis Lucas, le mathématicien Wronski, l'alchimiste Cyliani, le pythagoricien Lacuria, le magnétiseur Hector Durville, Antoine Fabre d'Olivet, Alexandre Saint-Yves d'Alveydre. Encausse se fait appeler Papus d’après le nom d’un esprit du Nuctaméron, attribué à Apollonius de Tyane. La pensée de Louis-Claude de Saint-Martin a laissé sur lui une trace profonde à partir de 1889 environ, peu après sa rupture (1890) avec la Société Théosophique de Mme Blavatsky.

### L'Ordre martiniste
Papus fonde avec Augustin Chaboseau en 1891 l’Ordre Martiniste, qui doit son nom au souvenir de Louis-Claude de Saint-Martin et à celui de J. Martinès de Pasqually. Paul Adam, Maurice Barrès, son ami d'enfance Stanislas de Guaita, Victor-Émile Michelet, Joséphin Péladan, Camille Flammarion, Emma Calvé, Albert de Rochas d'Aiglun sont parmi les premiers martinistes.
L'ordre créera des groupes dans de nombreux pays, notamment en Russie, dans l'Empire ottoman, aux États-Unis, dans l'empire d'Autriche-Hongrie. Dans L’Initiation, que Papus fonde en 1888, et qui sera la revue officielle de l'Ordre, on relève les noms de Stanislas de Guaita, Peladan, Charles Barlet, Matgioi, Marc Haven, Paul Sédir, Albert de Rochas d'Aiglun, Lucien Chamuel, Fernand Rozier. Mais, pendant longtemps, les noms de Martines de Pasqually, Saint-Martin, ou Willermoz y sont beaucoup moins cités que ceux de Fabre d’Olivet et d’Éliphas Lévi.

### Ordres divers
Papus est reçu, tout au long de sa vie, dans de nombreuses organisations initiatiques, à la Société théosophique de Helena Blavatsky en 1887, l’ordre kabbalistique de la Rose-Croix de Peladan et de Guaita en 1888, à l'Église gnostique de France de Jules Doinel en 1892, à l'Hermetic Order of the Golden Dawn en 1895, à la franc-maçonnerie de rite Swedenborgien en 1901, dont il sera le Grand maître, au Rite de Memphis-Misraïm en 1908, à l'Ordo Templi Orientis. Il entre à plusieurs reprises en conflit avec les tenants des loges maçonniques dites « régulières » et le 24 juin 1908, il organise à Paris une conférence internationale maçonnique à laquelle participent des représentants d'obédiences maçonniques « de frange ».
D'autre part Papus constitue, en décembre 1889, un groupe organisant des recherches, des cours et des conférences sur les divers aspects de l'ésotérisme occidental, le Groupe Indépendant d'Études Ésotériques (GIEE) qui devient le cercle extérieur de l'Ordre Martiniste, et prend le nom de Faculté Libre des Sciences Hermétiques en mars 1897. Les cours sont nombreux (une douzaine par mois environ), les sujets étudiés traitent de la Kabbale, de l'Alchimie, du tarot divinatoire, en passant par l'histoire de la philosophie hermétique. Papus, Sédir, Victor-Émile Michelet, Fernand Rozier et A. Chaboseau, entre autres, en sont les enseignants. La section Alchimie, dirigée par François Jollivet-Castelot, est à l'origine de la Société Alchimique de France.
Ce vaste mouvement hermétique, dont Papus est l’une des âmes agissantes, a nourri la littérature et les arts de l'époque, Péladan, Catulle Mendès, Paul Adam, Villiers de l’Isle-Adam, donnent quelques textes aux premiers numéros de L'Initiation. August Strindberg, lors de son séjour à Paris, participe aussi mais davantage pour partager ses expériences d'alchimie. Les ouvrages de Papus ont marqué également les jeunes peintres dit Nabis.

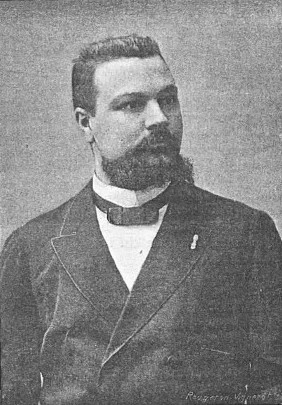
Gérard Encausse par Eugène Pirou (1893).

Avec Stanislas de Guaita, Papus est mêlé à l'affaire Boullan, qui les oppose à Jules Bois et à J.-K. Huysmans, en 1893.

### Séjours en Russie
La légende veut qu'en automne 1905, Nicolas II, aux prises avec les troubles sociaux, l’ait appelé à Tsarskoïe Selo pour lui demander conseil. Papus aurait évoqué alors, au cours d’une opération magique, l’esprit d’Alexandre III, préconisant la répression pour éviter une révolution de grande envergure. Papus aurait affirmé au tsar que cette révolution n’éclaterait pas tant que lui-même serait vivant. Or Papus n'est pas venu en Russie à cette époque où Raspoutine avait déjà fait son entrée auprès du couple impérial. Par contre Papus est venu, en 1901, pour rencontrer les occultistes et les martinistes russes, et pour accompagner le Maître Philippe de Lyon, son « maître spirituel », invité à la cour russe. Philippe devait jouir quelques mois durant d’une grande autorité morale auprès du tsar, à qui il prédit la naissance d'un successeur au trône. Papus et Philippe seront expulsés à la suite de manigances policières.
Les visites de Papus en Russie, on a même évoqué à leur égard un possible travail d'espionnage pour le compte du gouvernement français, gardent encore leur mystère. Papus qui avait des liens avec plusieurs grands-ducs et grandes-duchesses affiliés au martinisme, a réellement rencontré la tsarine, éprise de merveilleux, mais pas le tsar lui-même. Papus, sous le pseudonyme de Niet, fit paraître, à son retour, dans la presse française, La Russie d'Aujourd'Hui, un constat pessimiste de la politique russe en s'inquiétant d'une possible révolution.

### Le docteur Encausse
Papus a suivi dans son travail de médecin, une voie tout aussi originale, en utilisant notamment l'hypnose, l'homéopathie, la dosimétrie, l'électrothérapie. Il a créé, avec son père chimiste, rue Rodier dans le IXe arrondissement de Paris, un institut de santé, spécialisé dans les bains, les fumigations et les massages. Il a ouvert également un cabinet de consultations médicales, rue Balzac à Tours, attirant une nombreuse clientèle. Il a résidé à Paris, à différentes adresses de la villa Montmorency (XVIe), au 5 rue Séguier (Ve), au 67 rue de Rochechouart (IXe) et, jusqu'à la fin de sa vie, au 60 boulevard de Clichy (XVIIIe) .
Papus meurt le 25 octobre 1916, à Paris des suites de son service de médecin-major des armées sur le front de l'Est pendant l'automne et l'hiver 1914. Il est inhumé au cimetière du Père-Lachaise, à la (93e division).

## Œuvre
Papus a laissé 160 ouvrages, almanachs, revues et articles, cette production littéraire impressionnante, qui lui a valu le surnom de « Balzac » de l’occultisme. D'aucuns lui reprochent cependant d'avoir manqué de rigueur dans ses travaux sur la Kabbale notamment. Par ses talents de vulgarisateur, il a contribué à ouvrir les esprits de son temps aux sources vives de la pensée analogique et de l’imagination créatrice, poursuivant en cela le travail qu'Éliphas Lévi avait entrepris.

### Thèses
Dans sa brochure Ce que doit savoir un maître maçon, il dénonce l'influence d'agents étrangers sur la franc-maçonnerie française, et lui reproche de s'être laissée aller à un engagement politique, d'être tombée dans le matérialisme et de s'être coupée de la franc-maçonnerie universelle à cause de la querelle du Grand Architecte de l'Univers.
Papus a particulièrement insisté sur les analogies et correspondances, entre autres dans son ABC illustré d'occultisme (posthume, 1922). Tout objet terrestre fait partie d'une chaîne analogique qui part de cet objet pour aboutir à un astre, un règne, un Élément, un ange… Tout se correspond dans l'univers, par grandes chaînes, astrologiques, élémentaires, « la Terre, correspondant au règne minéral ; l'Eau, correspondant au règne végétal ; l'Air, correspondant au règne animal ; enfin, le Feu, correspondant au monde des forces et des intelligences » (p. 239). « La science antique est donc surtout constituée par des tableaux, qui établissent les relations entre tous les êtres et tous les objets de l'Univers » (p. 167).
| Planètes | Éléments | Signes     | pierres     | vertus            | couleurs |
| -------- | -------- | ---------- | ----------- | ----------------- | -------- |
| Mars     | Feu      | Bélier     | améthyste   | hardi             | rouge    |
| Vénus    | Terre    | Taureau    | hyacinthe   | ingénieux         | sombre   |
| Mercure  | Air      | Gémeaux    | chrysoprase | ami des jeux      | jaune    |
| Lune     | Eau      | Cancer     | topaze      | vagabond          | noirâtre |
| Soleil   | Feu      | Lion       | béryl       | grande âme        | doré     |
| Mercure  | Terre    | Vierge     | chrysolithe | pieux             | vert     |
| Vénus    | Air      | Balance    | sardoine    | ami de la justice | pourpre  |
| Mars     | Eau      | Scorpion   | sardonyx    | tyran             | noir     |
| Jupiter  | Feu      | Sagittaire | émeraude    | colère            | flamme   |
| Saturne  | Terre    | Capricorne | calcédoine  | ambitieux         | blanc    |
| Saturne  | Air      | Verseau    | saphir      | marchand          | bleu     |
| Jupiter  | Eau      | Poissons   | jaspe       | fécond            | cendré   |

## Publications
(Par ordre chronologique)
- L'Occultisme contemporain : Louis Lucas, Wronski, Éliphas Lévi, Saint-Yves d'Alveydre, Mme Blavatsky (1887)
- Traité élémentaire de science occulte (1888), Paris, Carré ; réed. Dangles, 1990
- La Pierre Philosophale (1889)
- Le Tarot des Bohémiens, clef absolue des sciences occultes (1889), Paris, Carré. 3e éd. aug. 1926. Dangles, 1990
- Essai de physiologie synthétique (1891), 2e éd. 1909, Librairie Hermétique, 150 p.
- Traité méthodique de science occulte (1891), en 2 tomes, Paris, Éditions Dangles, Paris
- La Cabbale, Tradition secrète de l'Occident (1892). Dixième éd. augmentée Dangles, 1977. 2e éd. 1903. Dangles, 14e éd., 1999, 365 p.
- La Science des mages et ses applications théoriques et pratiques (1892), Librairie du merveilleux. Bussière, 5e éd., 2003, 282 p.
- Traité élémentaire de magie pratique (1893), Paris, Chamuel.  Éd. revue et augmentée par Chacornac en 1924 sous le titre Traité méthodique de magie pratique. Dangles, 1999, 640 p.
- Anarchie, indolence et synarchie : les lois physiologiques d'organisation sociale et l'ésotérisme (1894)
- L'Anatomie philosophique et ses divisions (1894), Paris, Chamuel.
- Les Arts divinatoires. Graphologie, chiromancie, morphologie, physiognomonie, astrosophie, astrologie (1895), Paris, Chamuel. Éd. augmentée Dangles, 1992, 220 p..
- Lumière invisible, médiumnité et magie (1896), éd. Suzanne Demoiny, 1992, 59 p.
- Traité synthétique de chiromancie (1896). Éd. revue : Comment on lit dans la main (1902)
- Traitement externe et psychique des maladies nerveuses. Aimants et couronnes magnétiques, miroirs, traitement diététique, hypnotisme, suggestion, transferts (1897), Paris, Chamuel
- L'Âme humaine avant la naissance et après la mort (1898), Paris, Chamuel.
- Martinésisme, willermosisme, martinisme et franc-maçonnerie (1899), Chamuel. BookSurge, 2001, 131 p.
- Comment est constitué l'être humain (1900), Chamuel
- Qu'est-ce que l'occultisme ? (1900), Paris, Chamuel. Éd. augmentée Leymarie 1929.
- L'Occultisme et le Spiritualisme (1902), Paris, Félix Alcan, coll. « Bibliothèque de philosophie contemporaine ».
- Comment on lit dans la main (1902)
- Le livre de la chance bonne ou mauvaise (1908), Bussière, 1996, 120 p.
- Le Tarot divinatoire. Clef du tirage des cartes et des sorts (1909).
- Ce que doit savoir un Maître Maçon (1910). Dangles, 10e éd., 1999, 188 p.
- La Réincarnation. L'évolution physique, astrale et spirituelle. Ce que deviennent nos morts (1912), 3e éd. aug. 1945. Dangles, 1999, 215 p.
- Rituel de l'Ordre Martiniste (1913) (avec Teder)
- Ce que deviennent nos morts (1918), O.C.I.A. 1949
- ABC illustré d'occultisme (posthume, 1922), Paris, Dorbon.
- La Science des nombres (posthume, 1934), Paris 5e, édition Bussière.

### Principales revues
- Revue L'Initiation, 1888-1912 (première série).
- Revue Mysteria, 1913-1914.
- Revue Le Voile d'Isis, 1890-1898 et 1905-1909.